# Szczękoczułki
Szczękoczułki, chelicery (chelicerae) – pierwsza para przysadek głowotułowia niektórych stawonogów.
Chelicery, stanowiąc pierwszą parę odnóży głowowych, są chwytnymi narządami gębowymi u niektórych szczękoczułkowców (pajęczaków i kikutnic). Składają się z dwóch lub trzech segmentów. Służą do walki, zabijania, a także do rozrywania zdobyczy. Często znajdują się w nich ujścia gruczołów jadowych.

## Galeria

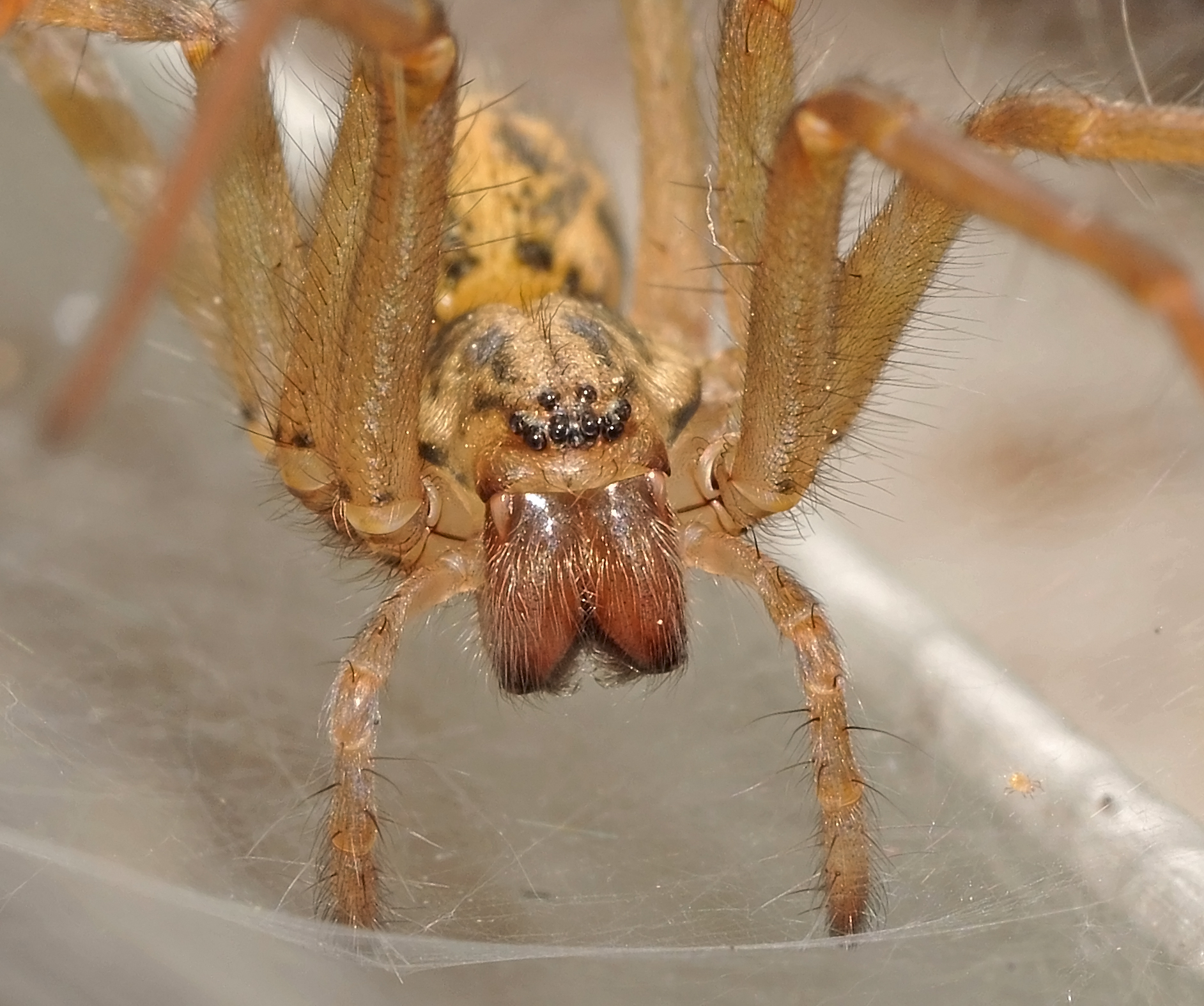
Kątnik większy
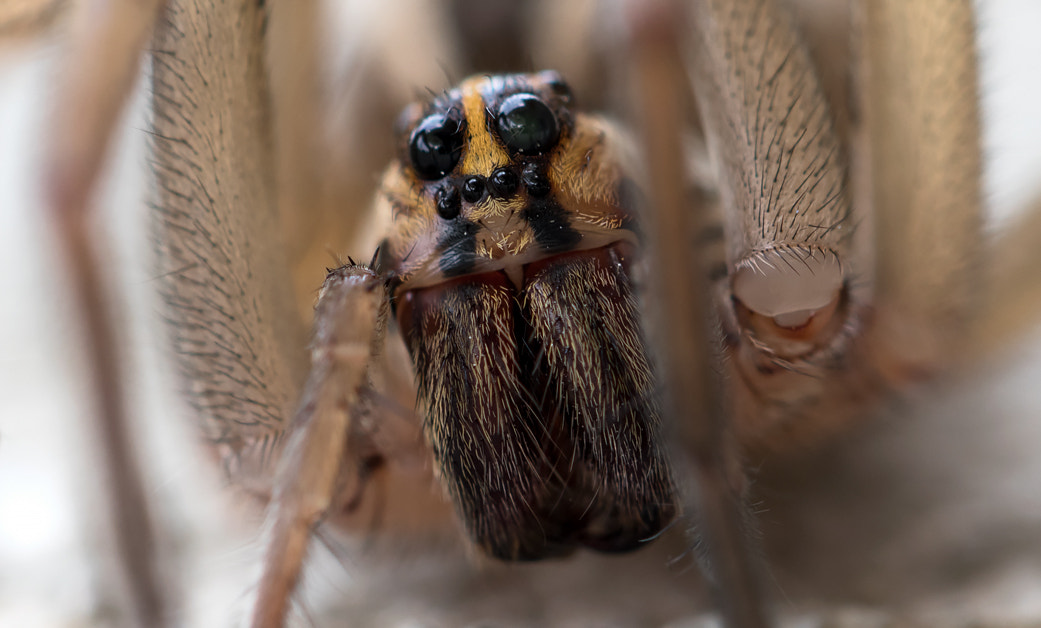
Pająk z rodziny pogońcowatych
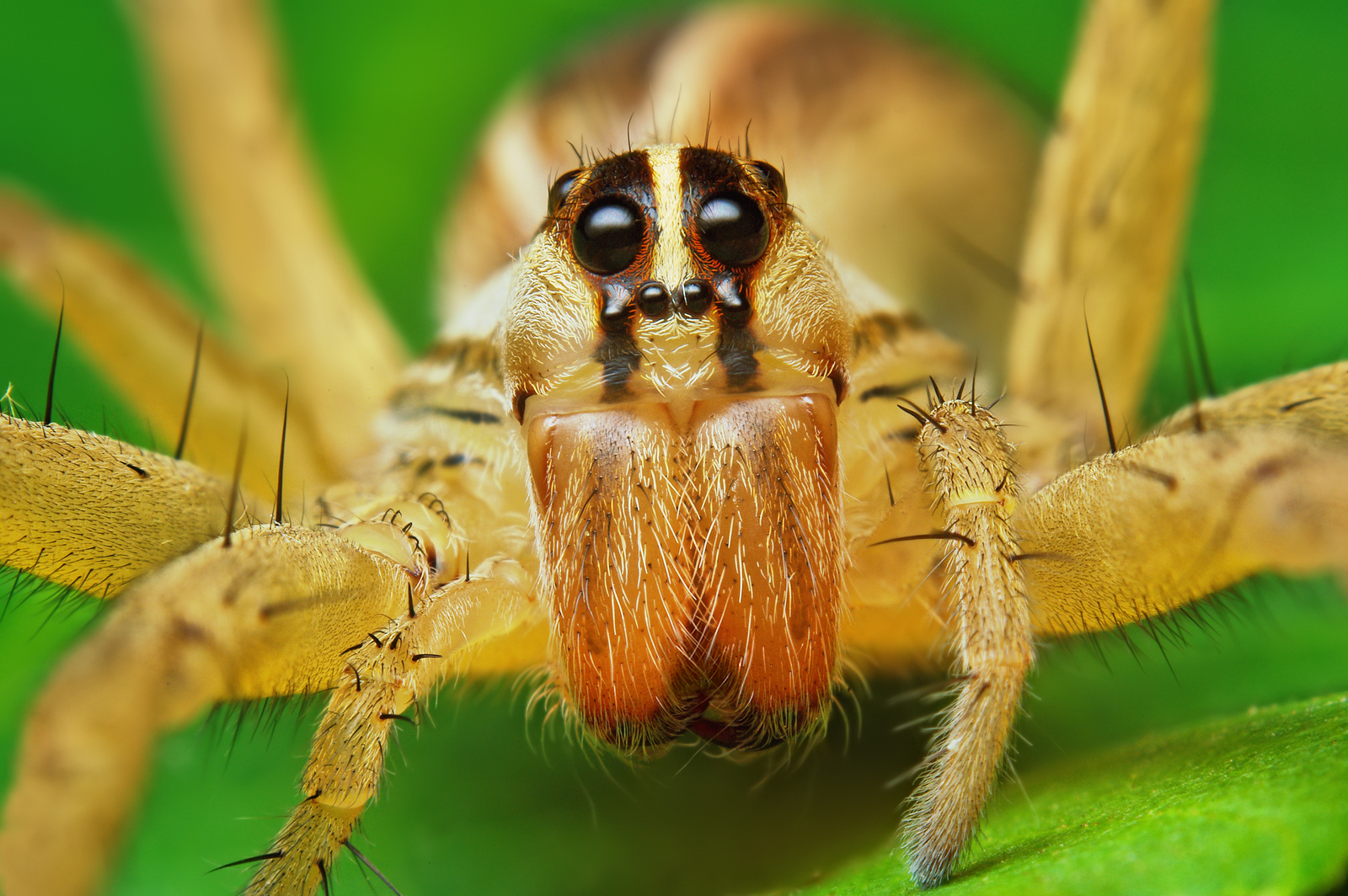
Rabidosa rabida
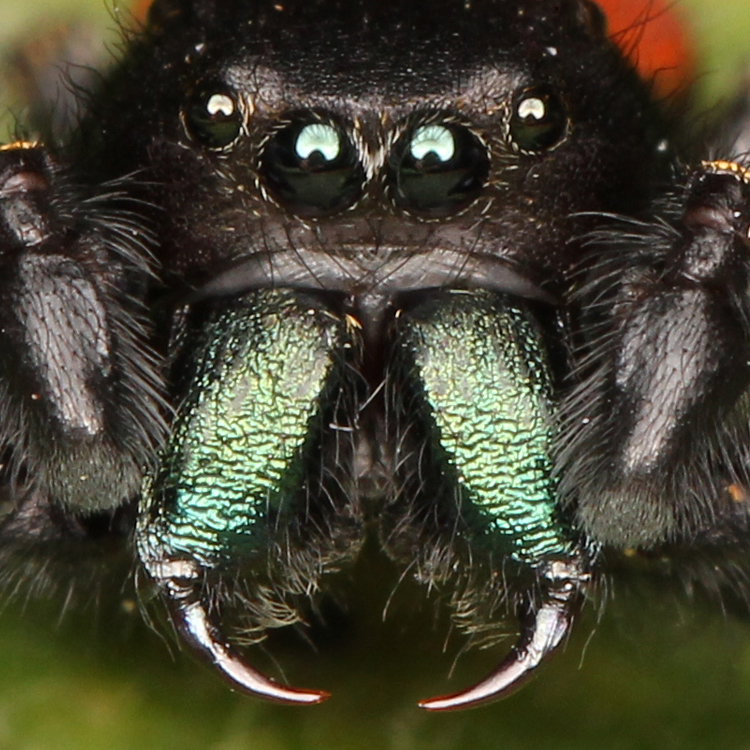
Phidippus johnsoni
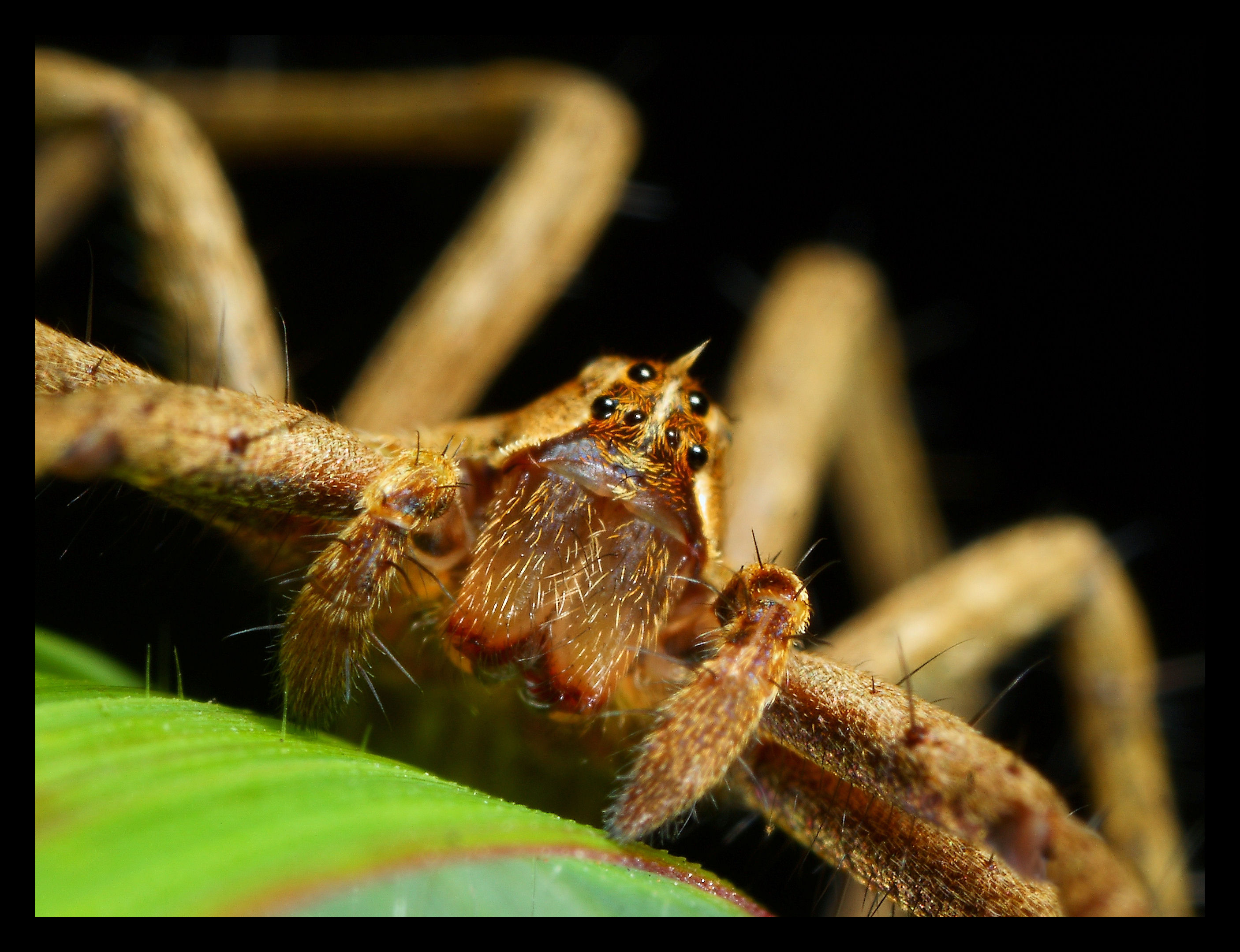
Darownik przedziwny
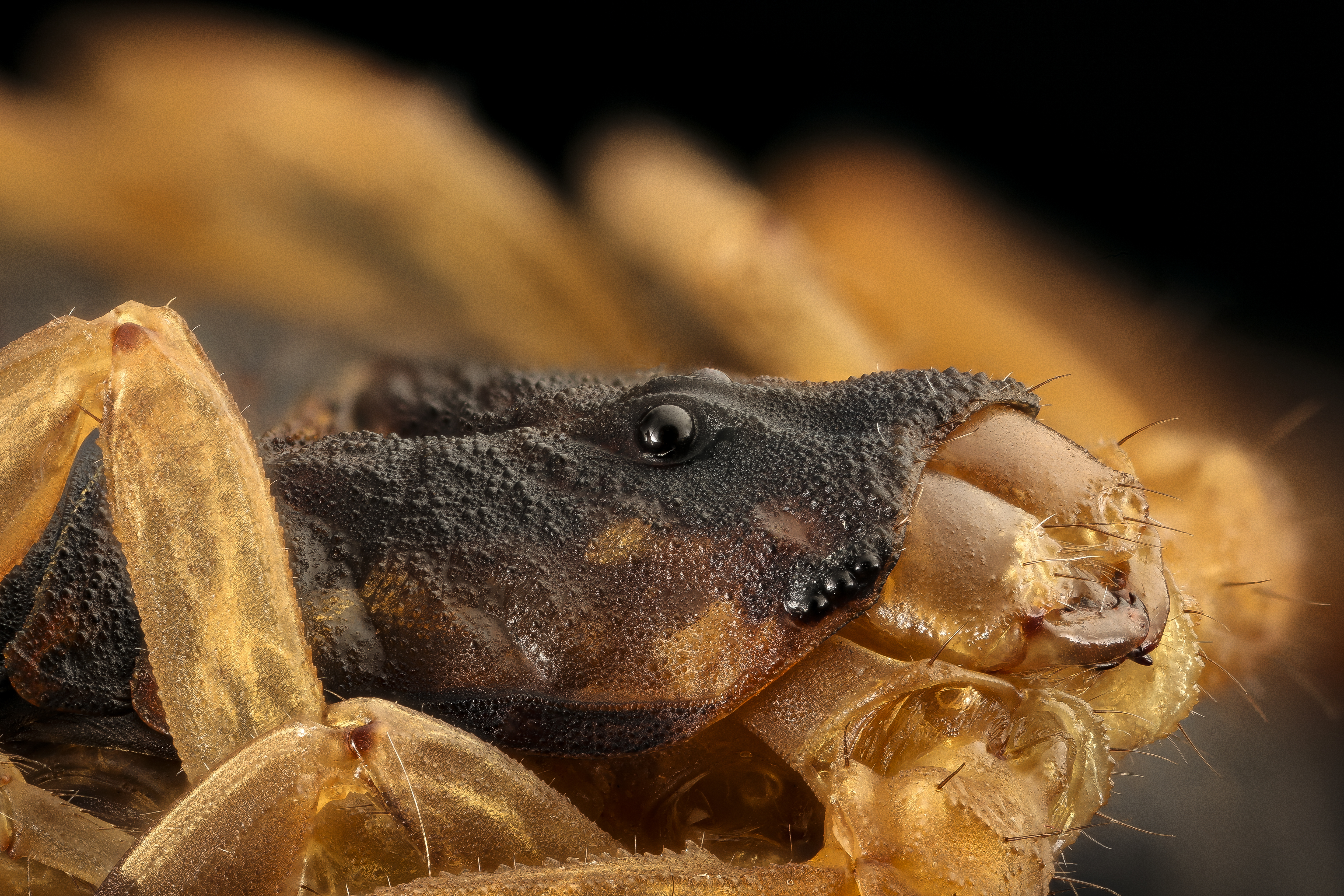
Skorpion Centruroides vittatus